# Overnight Express
De Overnight Express is een voormalige nachttrein van NS Internationaal die van 28 mei 2000 tot oktober 2001 reed tussen Amsterdam - Utrecht - Arnhem en Milaan. Bijzonder aan de trein was de combinatie tussen een reizigerstrein en een vrachttrein.